# 上田市立丸子北小学校
上田市立丸子北小学校（うえだしりつ まるこきたしょうがっこう）は、長野県上田市にある公立小学校。
旧・小県郡丸子町地区の同町2番目の編入合併相手同郡依田・長瀬2村を校区としているが編入合併から18年後後統合により発足した学校である。

## 概要・歴史
上田市立丸子北小学校は上田市立丸子中央小学校とは違い、旧統合前2校のうち1校の歴史を継承していない小学校である。同校は1973年に小県郡丸子町北部3小学校（別名「旧・長瀬学校3校」）のうち小県郡丸子町立依田小学校と同長瀬小学校が統合して発足。1975年に統合校舎が完成をみて名実統合されたが統合校舎は旧両小学校用地に建設されたのではないため結果旧2校は廃校扱いとなってしまった。事実1982年に刊行された沿革誌は統合年の1973年を起点としている（「丸子北小学校十年史」）ほどだが2校がルーツであることには変わりはない。従って2校の歴史も掲載する。

### 旧・小県郡丸子町立依田小学校→同丸子北小学校依田部校
1873年、学制頒布の翌年に小県郡尾野山・飯沼・御嶽堂3村を校区とする「済美学校」として開校したが翌年尾野山村（1876年から小県郡生田村尾野山区）と御嶽堂村が独立し「尾野山学校」・「恒升学校」を開校させる。1882年小県郡生田村飯沼区となっていた旧飯沼村のみとなっていた「済美学校」は「飯沼学校」と、「恒升学校」は「御嶽堂学校」と改称する。1886年3校は合併し「生田学校」と改称するが1888年に「長瀬学校」に統合され生田分教場となる。
1889年に生田・御嶽堂2村の合併により小県郡依田村が発足すると「長瀬学校」は解体。村立依田尋常小学校として独立。1895年に高等科の分値により村立依田尋常高等小学校と改称する。1941年に国民学校令発布により村立依田国民学校と改称。1947年には学制改革により村立依田小学校と改称し同時に併設で依田中学校が開校するが依田中学校は1954年に長瀬中学校との統合により組合立の依田川中学校（現：上田市立丸子北中学校）として独立開校したため合併前に小学校単独に戻った。そして1955年に小県郡依田村は長瀬村と共に丸子町に合併。小県郡丸子町立依田小学校と改称。
1973年同じ年に町立となった長瀬小学校と統合し小県郡丸子町立丸子北小学校の依田部校となるが1975年新校舎の完成により通算102年の歴史に幕を閉じた。

### 旧・小県郡丸子町立長瀬小学校→同丸子北小学校長瀬部校
1873年、学制頒布の翌年に小県郡長瀬・藤原田2村を校区とする「大同学校」として開校したのがルーツである。1876年に藤原田村が独立して「明敬学校」を開校させたため小県郡長瀬村のみとなる。1886年に「塩川学校」・「藤原田学校」（※共に上田市立塩川小学校の前身）と統合して「長瀬学校」と改称。旧大同が本校となる。1888年に「生田学校」を合併し校域を小県郡丸子町北部全域に拡大したが1889年小県郡長瀬村が合併を経ずに発足すると「長瀬学校」は解体。本校は村立長瀬尋常小学校として再出発したが廃校まで地元では「長瀬学校」の名で親しまれる事となった。
1895年に高等科の分値により村立長瀬尋常高等小学校と改称。1941年に国民学校令の発布により村立長瀬国民学校と改称。1947年に学制改革により村立長瀬小学校と改称し同時に併設で長瀬中学校が開校するが1954年に併設していた長瀬中学校が依田中学校と統合し組合立依田川中学校を開校させたためやはり合併前に小学校単独に戻っている。1955年小県郡長瀬村は依田村と共に丸子町に合併。小県郡丸子町立長瀬小学校と改称したが1973年小県郡丸子町立依田小学校と統合し小県郡丸子町立丸子北小学校が発足し長瀬部校となる。そして1975年旧依田村地区に統合校舎が完成し移転。これにより通算102年の歴史に幕を閉じた。

### 新制小学校として発足以降
1973年に小県郡丸子町立依田小学校・同長瀬小学校を統合して丸子北小学校が開校したが当時は統合校舎をどこに建設するか定めていなかったため旧依田・長瀬両小学校校舎を両地区の部校としてスタートしたので上記の歴史と並存する形でスタートした。
そして生田飯沼地籍にて建設が進められていた統合校舎が1975年に完成。新生小学校として名実共にスタート。結果統合年度である1973年が起点となり上記の2校は部校廃止年の1975年をもって廃校した。
33年目を迎える2006年新生小学校は小県郡丸子町・真田町・武石村と上田市が対等合併し新・上田市として発足したことにより上田市立丸子北小学校と改称した。

## 略年表

### 小県郡丸子町立丸子北小学校依田・長瀬両部校廃止まで
- 1873年 - 小県郡尾野山・飯沼・御嶽堂3村を校区とする「済美学校」、同郡長瀬・藤原田2村を校区とする「大同学校」開校。
- 1874年 - 尾野山・御嶽堂2村が「済美学校」から独立。「尾野山学校」・「恒升学校」開校。
- 1876年 - 藤原田村が独立して「明敬学校」開校。「大同学校」は長瀬村のみとなる。
- 1882年 - 「済美学校」、「飯沼学校」と改称。
- 1886年 - 「尾野山学校」・「飯沼学校」・「恒升学校」が統合し生田・御嶽堂2村を校区とする「生田学校」発足。

同年 - 「大同学校」・「塩川学校」・「藤原田学校」が統合し長瀬・塩川・藤原田3村を校区とする「長瀬学校」発足。旧大同に本校設置。
- 1888年 - 「長瀬学校」が「生田学校」を吸収合併。旧生田は飯沼分教場となる。
- 1889年 - 小県郡依田村が2村の合併により発足。同郡長瀬村は合併を経ずに発足。これにより「長瀬学校」解体。飯沼分教場は村立依田尋常小学校として独立し、本校は村立長瀬尋常小学校として再出発。
- 1895年 - 小県郡立高等小学校の廃止による高等科分値により村立依田尋常高等小学校・村立長瀬尋常高等小学校と改称。
- 1941年 - 国民学校令発布により村立依田国民学校・村立長瀬国民学校と改称。
- 1947年 - 学制改革の第1弾6・3制の実施により村立依田小学校・村立長瀬小学校と改称。同時に併設で依田中学校・長瀬中学校開校。
- 1954年 - 併設していた依田中学校・長瀬中学校が統合し2村組合立依田川中学校（現：上田市立丸子北中学校）として独立開校したため依田小学校・長瀬小学校共単独に戻る。
- 1955年 - 小県郡依田村・長瀬村が丸子町に合併。小県郡丸子町立依田小学校・同長瀬小学校と改称。
- 1973年 - 小県郡丸子町立依田小学校・同長瀬小学校が統合。小県郡丸子町立丸子北小学校の依田・長瀬両部校となる。
- 1975年 - 生田飯沼地籍に建設していた統合校舎が完成。これにより依田・長瀬両部校は廃校となり102年の歴史に終止符。

### 小県郡丸子町立丸子北小学校開校以降
- 1973年 - 小県郡丸子町立丸子北小学校開校。旧同依田小学校用地を依田部校として、旧同長瀬小学校用地を長瀬部校用地として活用。
- 1975年 - 生田飯沼地籍に統合校舎が完成したため正式に開校。両部校を廃止。
- 2006年 - 小県郡丸子町・真田町・武石村と上田市が対等合併し新・上田市発足。上田市立丸子北小学校と改称。

## 学校所在地
- 〒386-0411　長野県上田市生田3556番地

## 校歌
- 龍野咲人　作詞

- 小山清茂　作曲[1]

　　昭和五十一年三月十三日制定